# Küstenwache des Bundes

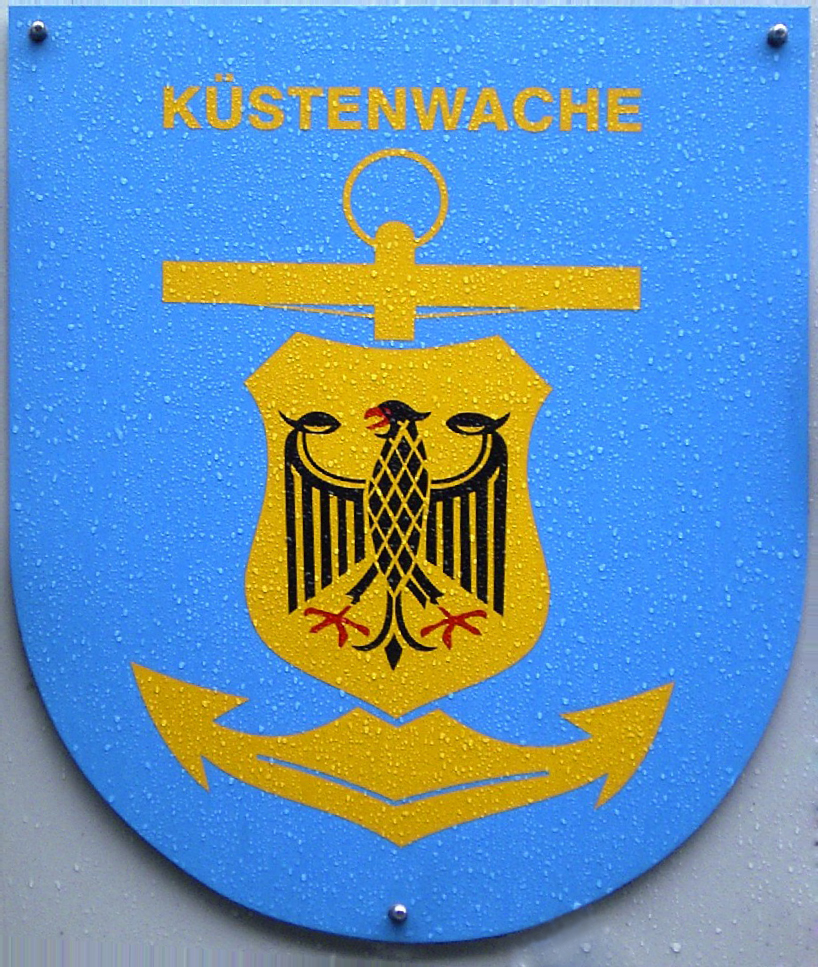
Wappen der Küstenwache

Die Küstenwache des Bundes bildet als Koordinierungsverbund von Bundesbehörden die Küstenwache der Bundesrepublik Deutschland.

## Geschichte
Bereits zu Beginn der 1950er Jahre hat der Deutsche Bundestag intensiv, aber erfolglos über Fragen einer nationalen Küstenwache zum Schutz der deutschen Küsten beraten. Der 1951 gegründete Seegrenzschutz, der teilweise Aufgaben einer Küstenwache übernehmen sollte, wurde bereits 1956 in die Bundesmarine überführt. Da in der Bundesrepublik allgemeine Polizeiaufgaben auch auf See in den Zuständigkeitsbereich der jeweiligen Länder fallen, ist die Bildung einer nationalen Küstenwache bislang unterblieben. Gebildet wurden aber bereits 1950 die Kontrolleinheit See der Bundeszollverwaltung und 1964 der Bundesgrenzschutz (See) (heute Bundespolizei See). Daneben übernahmen die Wasserschutzpolizeien der Küstenländer Aufgaben einer Küstenwache und sind in der Regel auch mit der Aufschrift Küstenwache im Einsatz.

### Koordinierungsverbund Küstenwache
Nachdem das beabsichtigte Verwaltungsabkommen zwischen Bund und Ländern zur Schaffung einer gemeinsamen Küstenwache gescheitert war, übernahm 1994 der Bund faktisch die gesamte neue Küstenwache einschließlich der Finanzierung und gründete den „Koordinierungsverbund Küstenwache“, der de jure die Bundesbehörden wie Bundespolizei, Zoll und Fischereischutz koordiniert und der unter dem gemeinsamen Wappen Küstenwache operiert. So entsteht im Außenfeld der Eindruck der Existenz einer einheitlichen deutschen Küstenwache, die in der Realität aber nur als loser Koordinierungsverbund einzelner Bundesbehörden existiert. Nach dem Unglück der Pallas im Jahr 1998 führten die Unzulänglichkeiten bei der Koordination verschiedener Sicherheitskräfte zu umfangreichen politischen Untersuchungen und zur Gründung des Havariekommandos. 2007 nahm das Gemeinsame Lagezentrum See (GLZ See) in Cuxhaven seinen Betrieb auf, das neben dem Bund auch die Küstenländer einbindet.

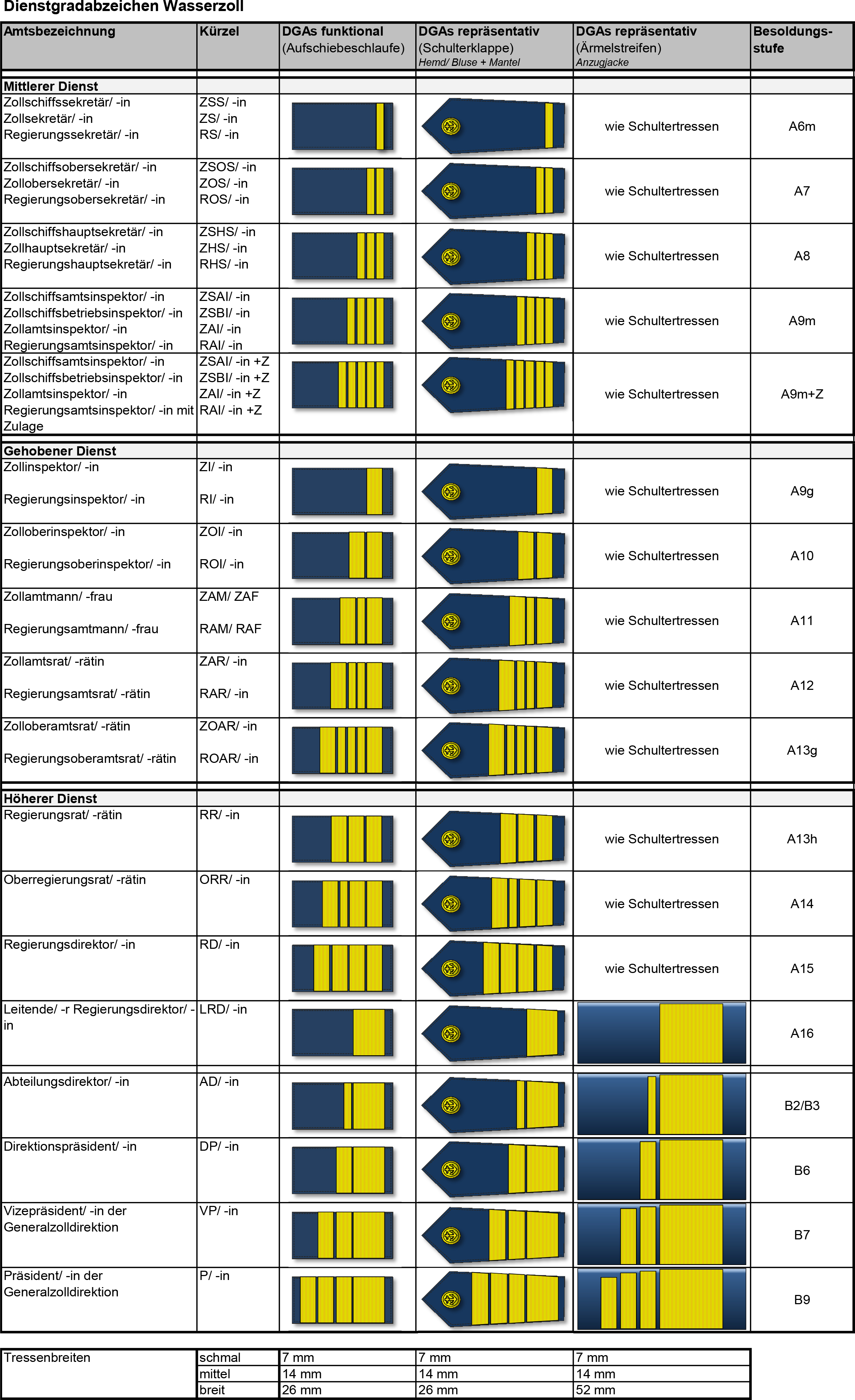
Amtsbezeichnungen (Dienstgrade): Von oben nach unten; mittlerer Dienst bis höherer Dienst.

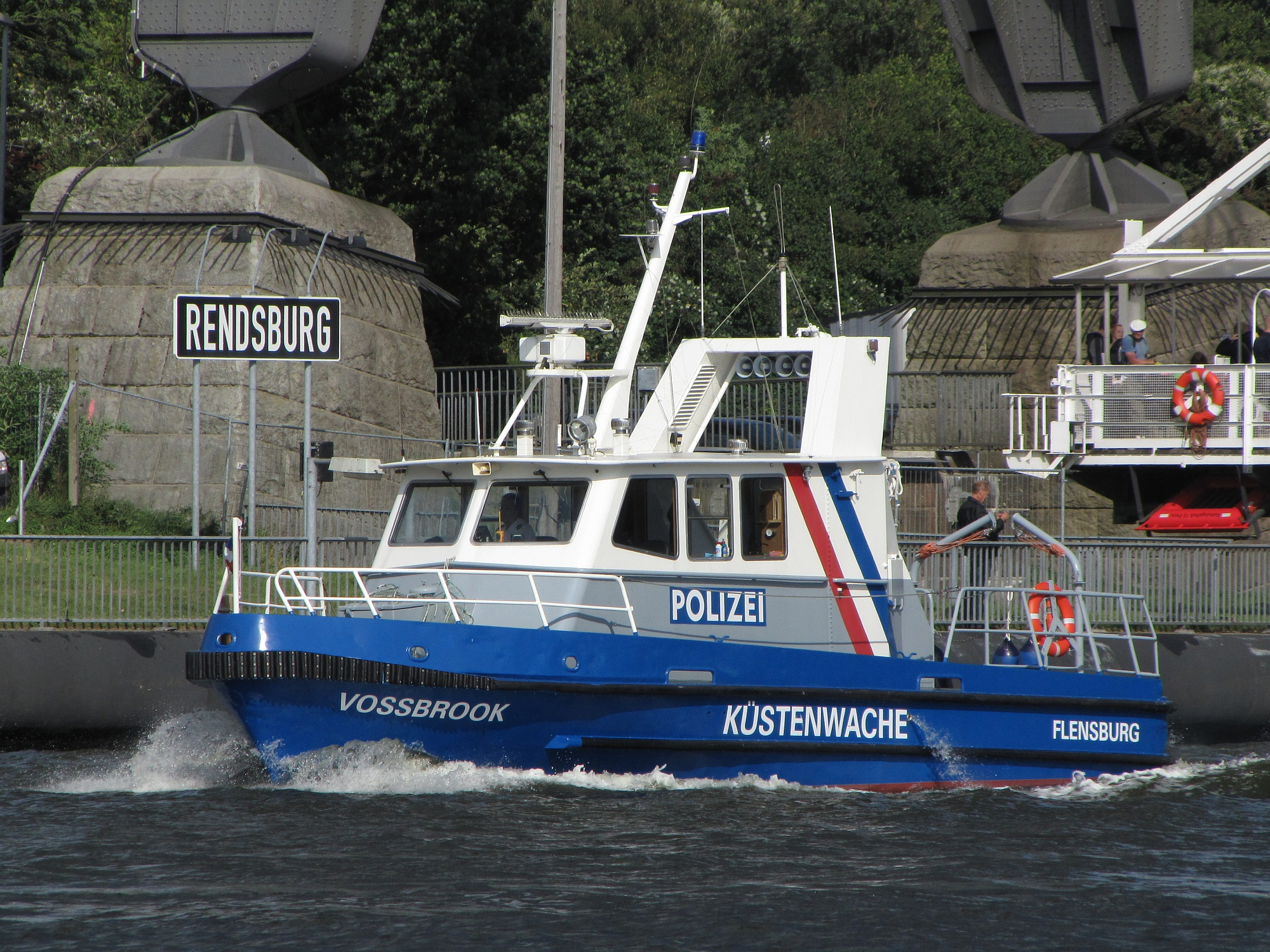
Schleswig-Holsteinisches WSP-Streifenboot Vossbrook im Jahr 2012

## Küstenwache des Landes Schleswig-Holstein
Neben dem Koordinierungsverbund Küstenwache bestand in Schleswig-Holstein von 1995 bis zur Auflösung Ende 2005 eine selbstständige Küstenwache des Landes Schleswig-Holstein als Verbund von Wasserschutzpolizei, Amt für ländliche Räume (ALR) und Landesamt für Natur und Umwelt. Da die Zusammenlegung der Kompetenzen unter einem gemeinsamen Dach auf Bundesebene am Widerstand anderer Bundesländer endgültig gescheitert war, beschloss Schleswig-Holstein, diesen Verbund aufzulösen. Schiffe der Wasserschutzpolizei Schleswig-Holsteins sind aber auch nach 2005 mit der Aufschrift Küstenwache im Einsatz, wie auch Schiffe der Wasserschutzpolizeien anderer deutscher Küstenländer.

## Aufgaben und Zuständigkeiten
Die beteiligten Behörden stimmen den Einsatzplan der Fahrzeuge ab und steuern im Lagezentrum See des Maritimen Sicherheitszentrum Cuxhaven (MSZ) die aktuellen Einsätze für Nord- und Ostsee. Das Küstenwachzentrum Ostsee in Neustadt wurde aufgelöst.
Generelle Aufgaben einer Küstenwache im Allgemeinen sind die Sicherung und Kontrolle des Seeverkehrs (Schifffahrtspolizei), zur Rettung in Not- und Katastrophenfällen und zur Prävention und Verfolgung von Straftaten im Küstenmeer und auf der Hohen See, wie beispielsweise die Überwachung von Fischfangquoten. Der maritime Such- und Rettungsdienst (SAR-Dienst) wird dabei in Deutschland durch die bereits 1865 gegründete privatrechtlich organisierte Deutsche Gesellschaft zur Rettung Schiffbrüchiger (DGzRS) betrieben und ist daher nicht Hauptaufgabe der Küstenwache. Die Schiffe der Küstenwache sind in Deutschland auch nicht wie in einigen anderen Ländern Teil der Streitkräfte zur See.
Der Küstenwache gehören Fahrzeuge folgender Bundesministerien, Behörden und Bundesanstalten an:
| Zuständige Behörden/Anstalten:                                                         | Organisation/Verwaltungszweig:                             | Übergeordnetes Ministerium:                                     |
| -------------------------------------------------------------------------------------- | ---------------------------------------------------------- | --------------------------------------------------------------- |
| Bundespolizeidirektion Bad Bramstedt                                                   | Bundespolizei (BPol)                                       | Bundesministerium des Innern (BMI)                              |
| Außenstellen Kiel und Aurich der Generaldirektion Wasserstraßen und Schifffahrt (GDWS) | Wasserstraßen- und Schifffahrtsverwaltung des Bundes (WSV) | Bundesministerium für Verkehr und digitale Infrastruktur (BMVI) |
| Kontrolleinheit See (Hauptzollämter)                                                   | Bundeszollverwaltung (BZV)                                 | Bundesministerium der Finanzen (BMF)                            |
| Bundesanstalt für Landwirtschaft und Ernährung (BLE)                                   |                                                            | Bundesministerium für Ernährung und Landwirtschaft (BMEL)       |

Die Weisungsbefugnisse liegen unabhängig von dieser Organisation weiter bei den entsprechenden Behörden, nämlich der Bundespolizei, dem Wasserzoll (Hauptzollämter), den Wasserstrassen- und Schifffahrtsämtern und der Bundesanstalt für Landwirtschaft und Ernährung.

## Fahrzeuge

Kennzeichnung am Schiffsrumpf der deutschen Küstenwache

### Gemeinsame Kennzeichnung
Die Fahrzeuge sind optisch einheitlich (Schriftzug „Küstenwache“, die Schwarz-Rot-Gold-Kennzeichnung am Schiffsrumpf und das Wappen der Küstenwache), allerdings unterscheiden sich die Grundfarben. Die Grundfarbe der Fahrzeuge der Bundespolizei und des Zolls ist Blau (früher Grün), die der Wasserstraßen- und Schifffahrtsverwaltung des Bundes Schwarz und in der Regel mit weißen Aufbauten und die der Bundesanstalt für Landwirtschaft und Ernährung Schwarz mit grauen Aufbauten und der zusätzlichen Beschriftung „Fischereischutz“.
Es werden zahlreiche Schiffe und Boote der genannten Institutionen (u. a. BPOL: sechs Schiffe; Zoll: acht Zollboote und vier Zollkreuzer; WSV: vier hochseegängige Mehrzweckschiffe, BLE: drei Fischereischutzboote) eingesetzt.

### Schiffe der Küstenwache des Bundes
Die Küstenwache des Bundes verfügt, wie bereits ausgeführt, nicht über eigene Einheiten. Schiffe und Boote sind den jeweiligen Behörden unterstellt.
Mit der Einführung der Potsdam-Klasse im Frühjahr 2019 verfügt dabei die Bundespolizei erstmals seit 20 Jahren wieder über Schiffe mit fest installierter Decksbewaffnung. Ausgerüstet wurden die vier 86 m langen Schiffe mit einem Schiffsgeschütz MK110 Kaliber 57 Millimeter von BAE Systems.  Kleinere schwimmende Einheiten der Bundespolizei führen teilweise neben den normalen Dienstwaffen der Beamten noch zusätzlich Sturmgewehre mit.
Die Hochsee-Zollkreuzer der Kontrolleinheit See des deutschen Zolls führen neben den normalen Dienstwaffen der Beamten auch ein bis zwei Maschinengewehre des Typs G8 mit, die sich bei Bedarf an Deck montieren lassen.
| Schiff             | Kennung    | Standorthafen                                 | Behörde | Länge | Indienststellung | Bild               |
| ------------------ | ---------- | --------------------------------------------- | ------- | ----- | ---------------- | ------------------ |
| Bad Bramstedt      | BP 24 DBGX | Neustadt in Holstein                          | BPOL    | 66    | 2002             | Bad Bramstedt      |
| Bayreuth           | BP 25 DBGY | Neustadt in Holstein                          | BPOL    | 66    | 2003             | Bayreuth           |
| Eschwege           | BP 26 DBGZ | Neustadt in Holstein (ab 04/2024 Schulschiff) | BPOL    | 66    | 2003             | Eschwege           |
| Potsdam            | BP 81 DBBM | Cuxhaven                                      | BPOL    | 86    | 2019             | Potsdam            |
| Bamberg            | BP 82 DBBO | Rostock                                       | BPOL    | 86    | 2019             | Bamberg            |
| Bad Düben          | BP 83 DBBP | Cuxhaven                                      | BPOL    | 86    | 2019             | Bad Düben          |
| Neustadt           | BP 84 DBIF | Rostock                                       | BPOL    | 86    | 2023             |                    |
| Emden              | DLVH       | Emden                                         | Zoll    | 38    | 1988             |                    |
| Schleswig-Holstein | DLVB       | Kiel                                          | Zoll    | 38    | 1988             | Schleswig-Holstein |
| Helgoland          | DBHA       | Cuxhaven                                      | Zoll    | 49    | 2009             | Helgoland          |
| Borkum             | DBHD       | Cuxhaven                                      | Zoll    | 49    | 2010             | Borkum             |
| Rügen              | DLVK       | Lubmin                                        | Zoll    | 67    | 2025             |                    |
| Seeadler           | DBFC       | Rostock                                       | BLE     | 72    | 2000             | Seeadler           |
| Seefalke           | DBFI       | Cuxhaven                                      | BLE     | 73    | 2008             | Seefalke           |
| Meerkatze          | DBFX       | Cuxhaven                                      | BLE     | 73    | 2009             | Meerkatze          |
| Scharhörn          | DGOQ       | Kiel                                          | WSV     | 56    | 1974             | Scharhörn          |
| Mellum             | DBPG       | Wilhelmshaven                                 | WSV     | 80    | 1984             | Mellum             |
| Neuwerk            | DBJM       | Cuxhaven                                      | WSV     | 79    | 1998             | Neuwerk            |
| Arkona             | DBBU       | Stralsund                                     | WSV     | 69    | 2005             | Arkona             |

### Hubschrauber der Küstenwache

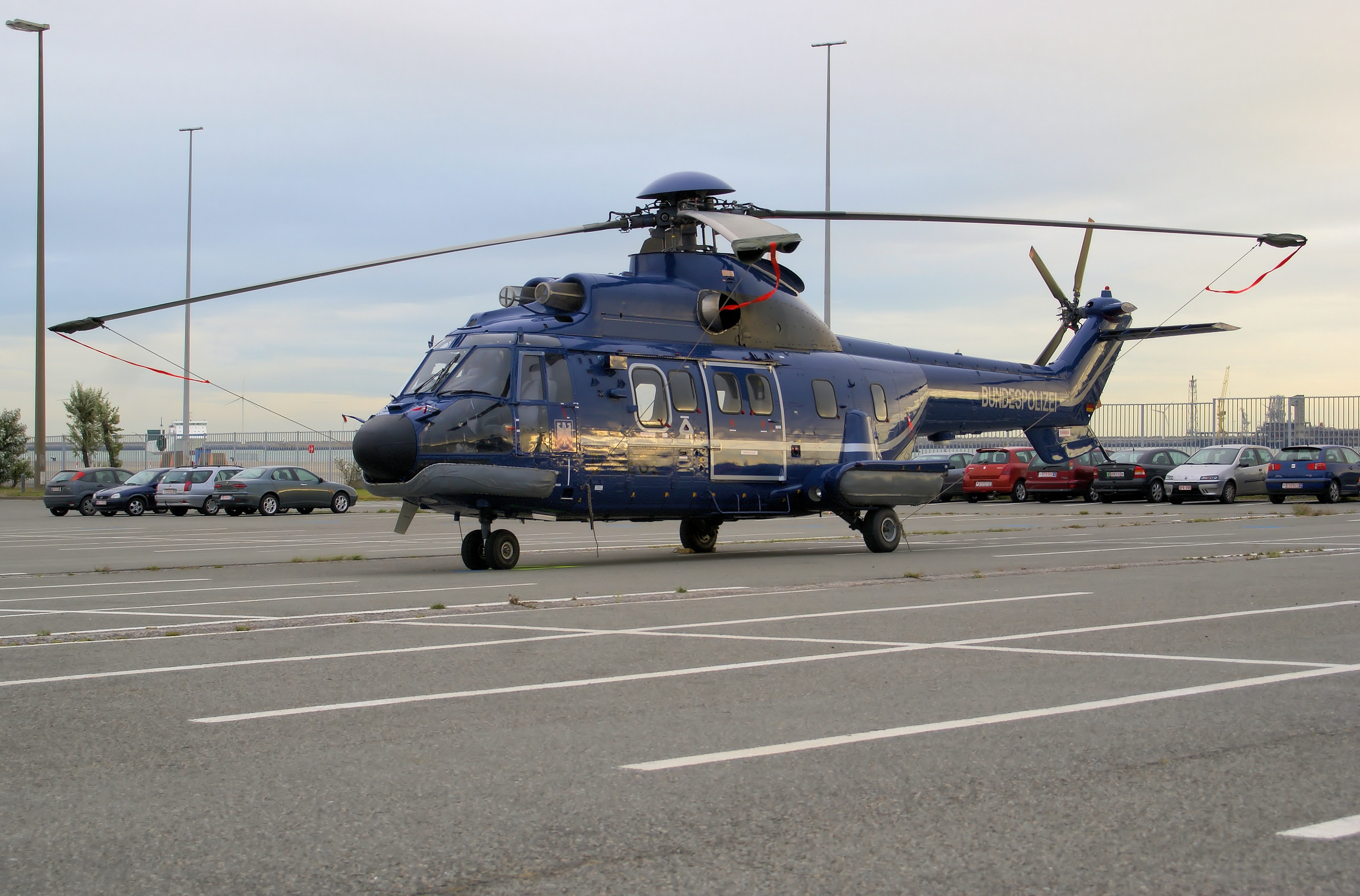
„Super Puma“ der Bundespolizei

Die Seestreifen der Küstenwache werden zur Überwachung des Seegebietes durch seeflugtaugliche Hubschrauber der Bundespolizei-Fliegerstaffel in Fuhlendorf (Holstein) unterstützt. Die Fliegerstaffel in Fuhlendorf verfügt über mehrere Offshore-ertüchtigte Mittelschwere Transporthubschrauber des Typs Aérospatiale AS 332 „Super Puma“.
Der SAR-Dienst für Luftfahrzeuge in Deutschland im Sinne des Chicagoer Abkommens wird nicht von der Küstenwache, sondern von der Bundeswehr (Heer und Marine) im Auftrag des Bundesministeriums für Verkehr und digitale Infrastruktur wahrgenommen. Aufgrund der zeitweise geringen Einsatzbereitschaft der Fluggeräte der Bundeswehr unterstützte die Fliegerstaffel der Bundespolizei in der Vergangenheit häufig die Kräfte der Bundeswehr beim Search-and-Rescue-Dienst.

## Bilder

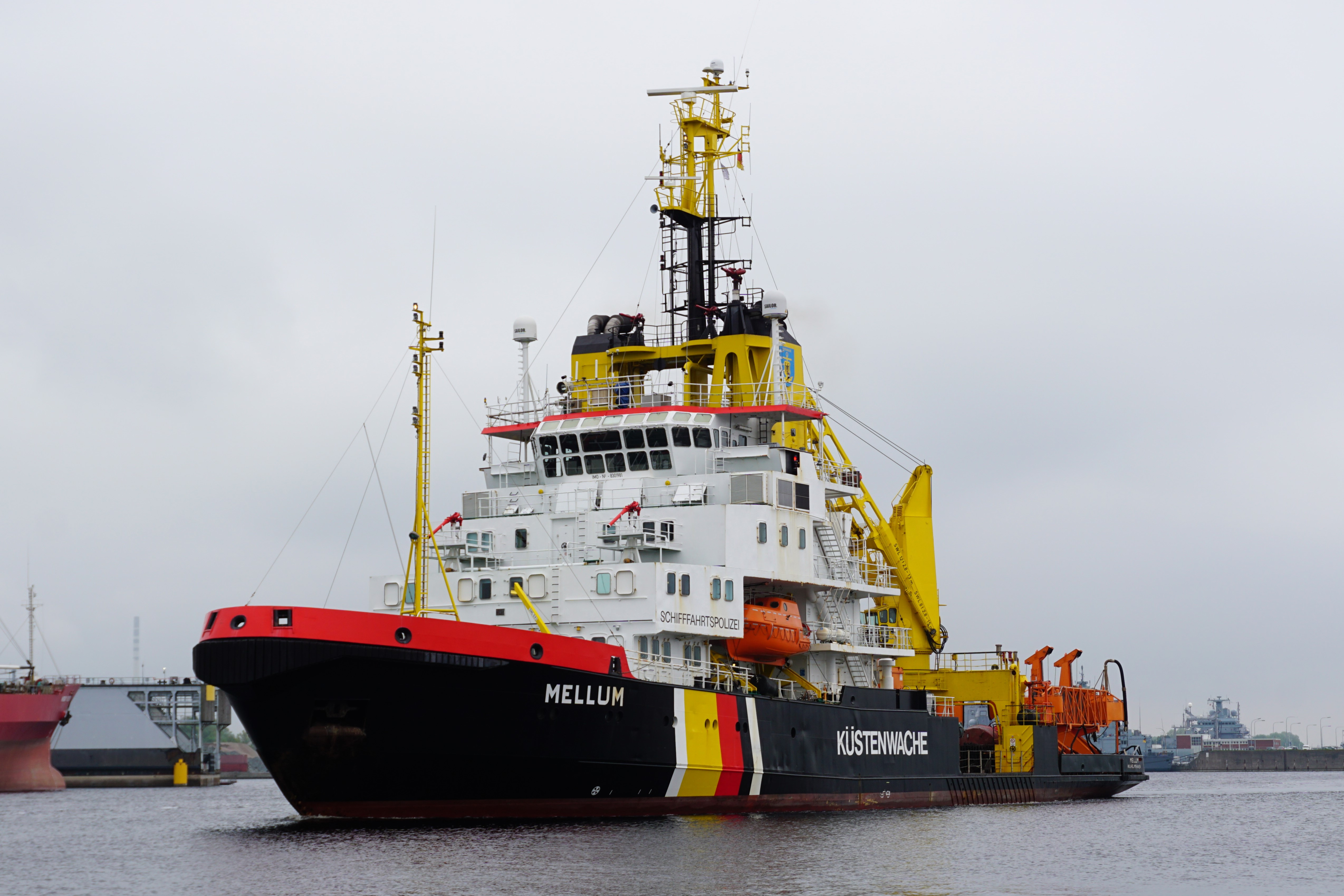
Mehrzweckschiff Mellum 2024
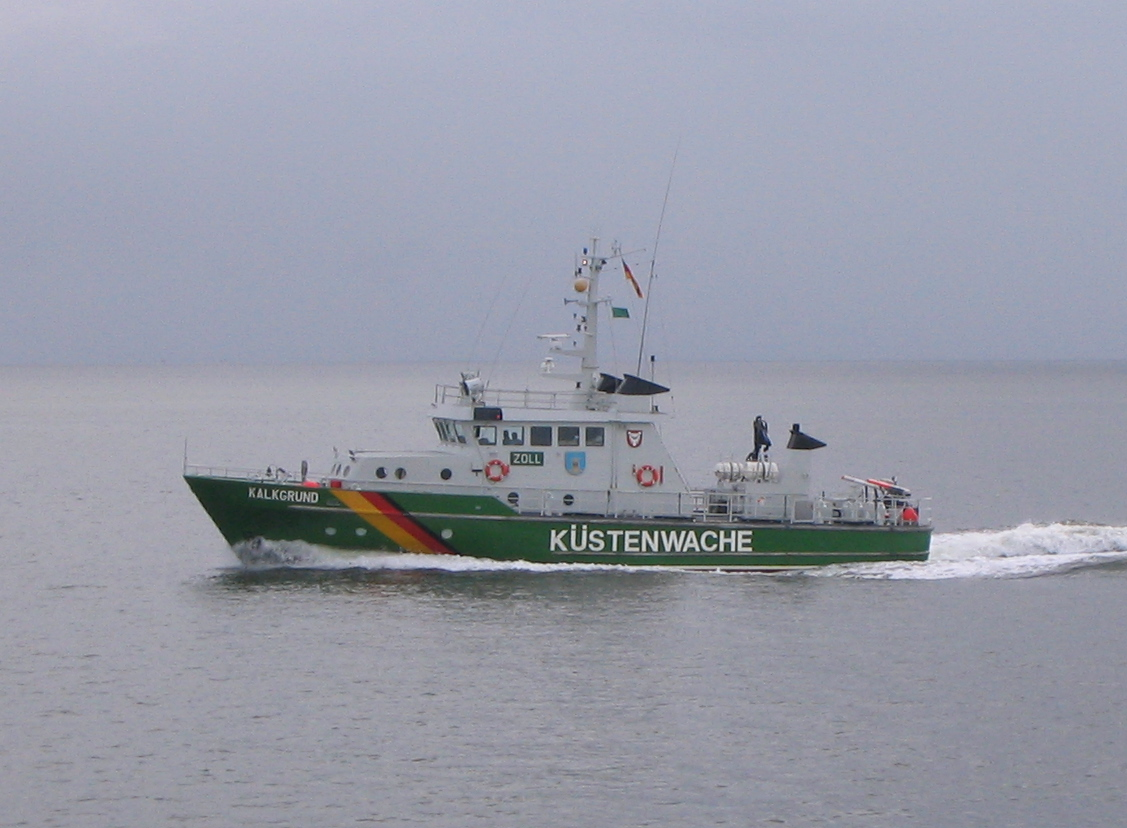
Zollboot Kalkgrund auf See 2005
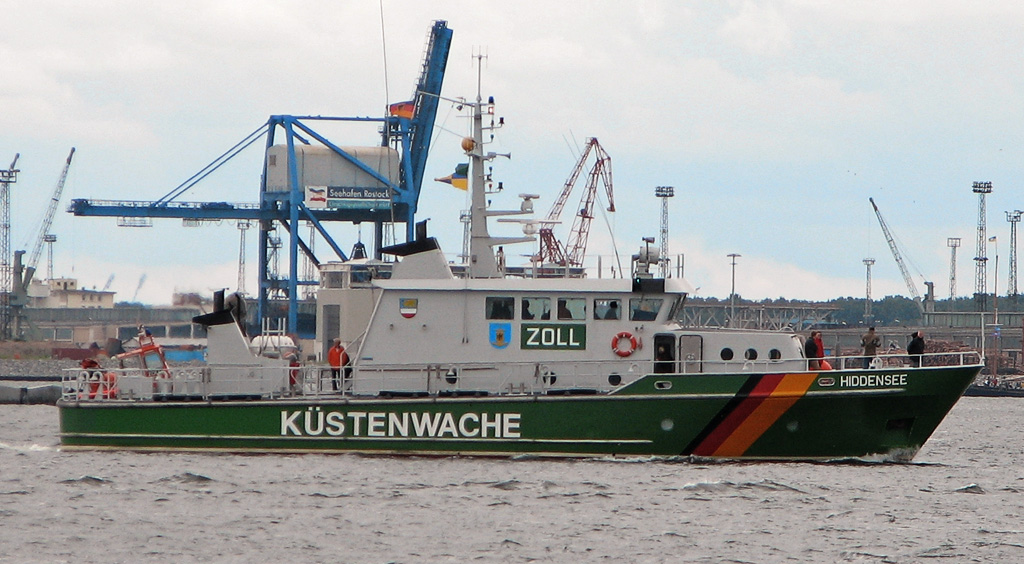
Zollboot Hiddensee (FPB 28) 2005
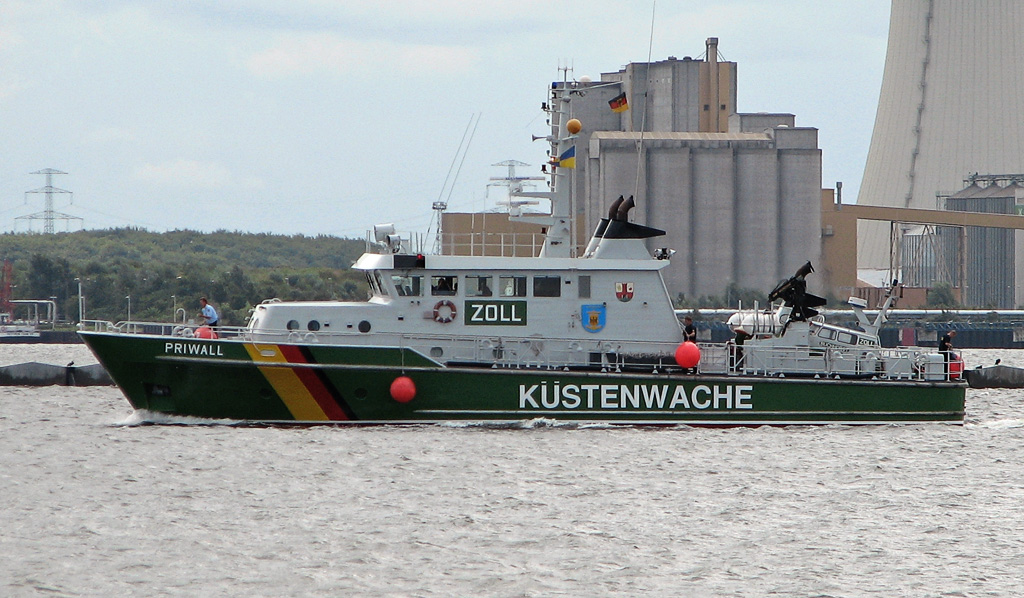
Zollboot Priwall (FPB 28) 2005
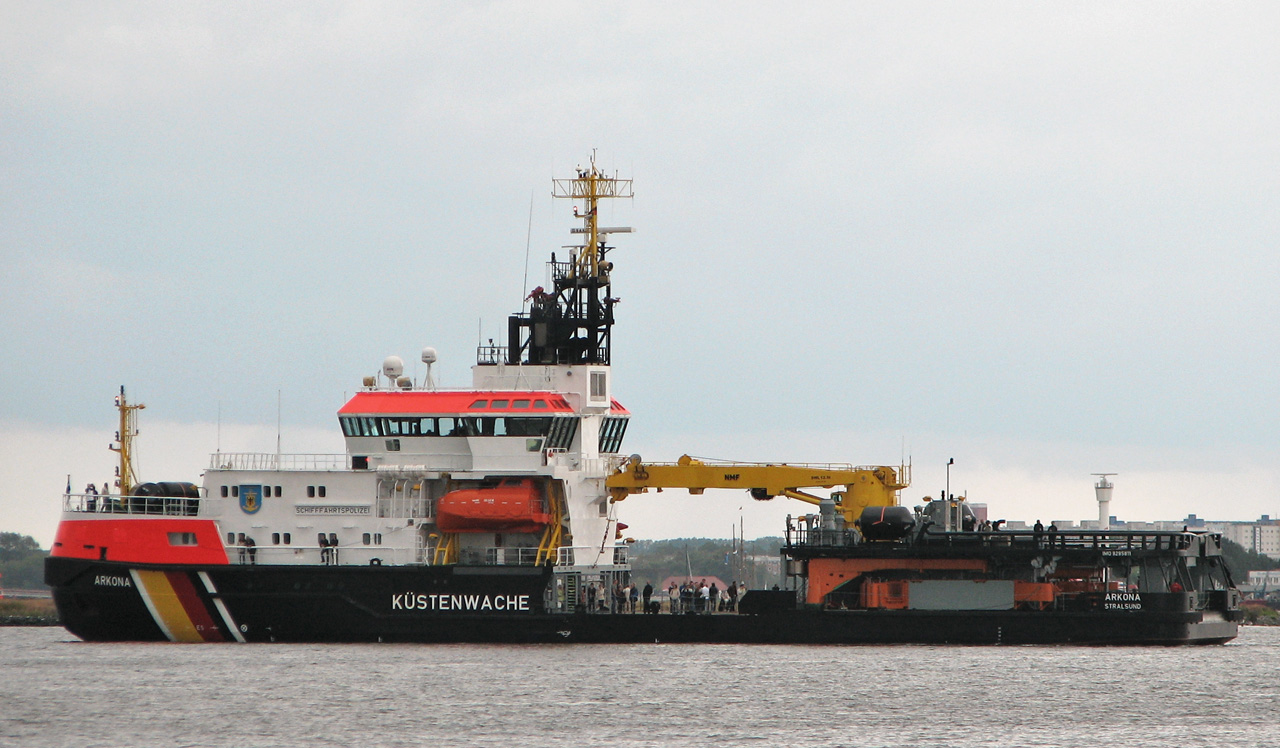
Mehrzweckschiff Arkona bei der Hanse Sail 2005
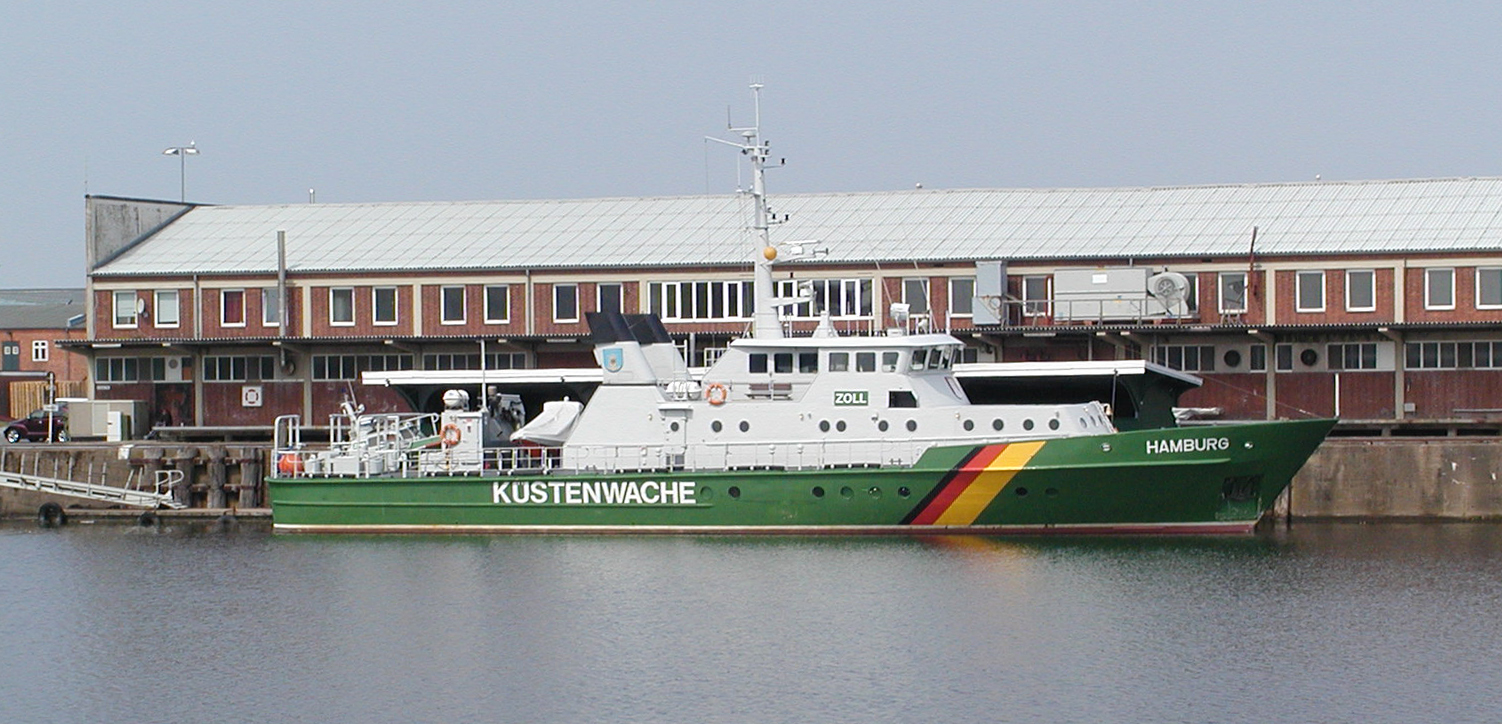
Zollboot Hamburg in Cuxhaven 2006
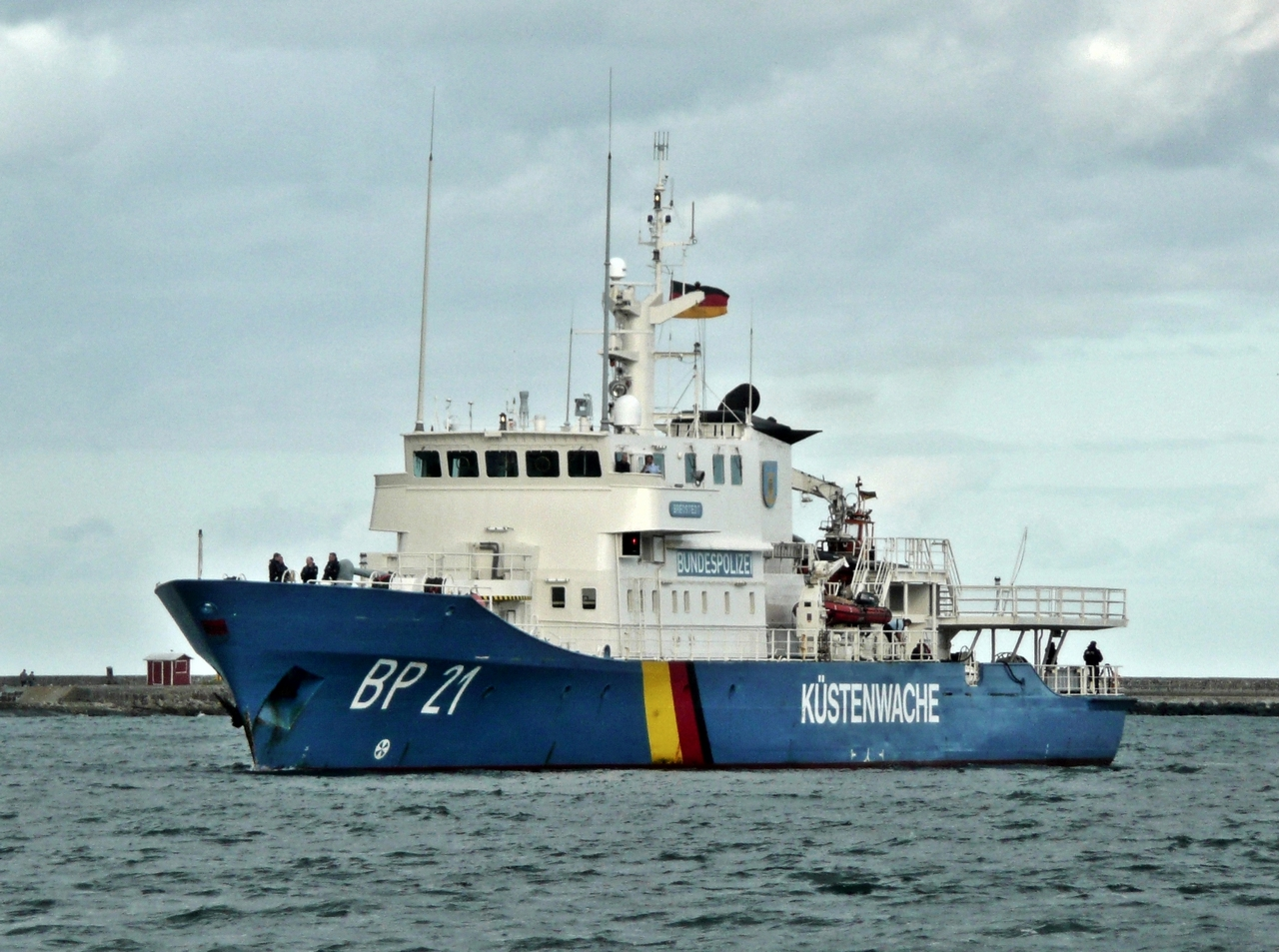
BP 21 Bredstedt in Rostock-Warnemünde 2009
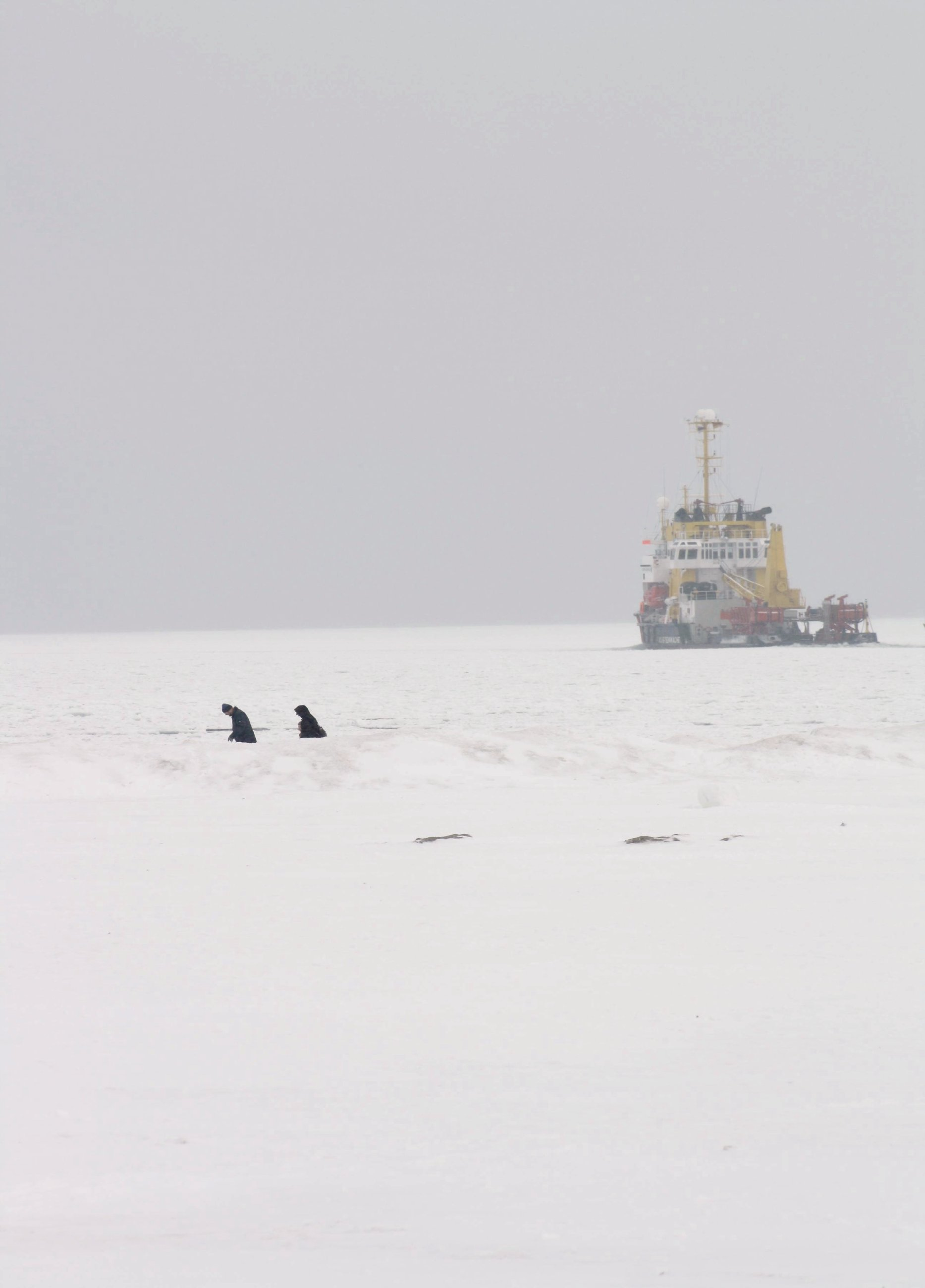
Mehrzweckschiff Scharhörn als Eisbrecher 2010
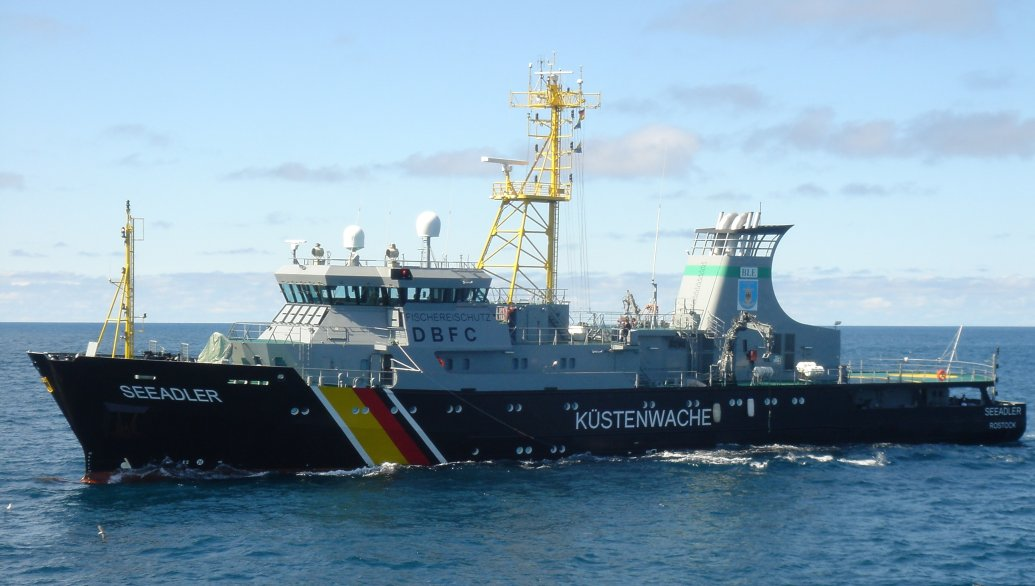
Fischereischutzboot Seeadler 2011
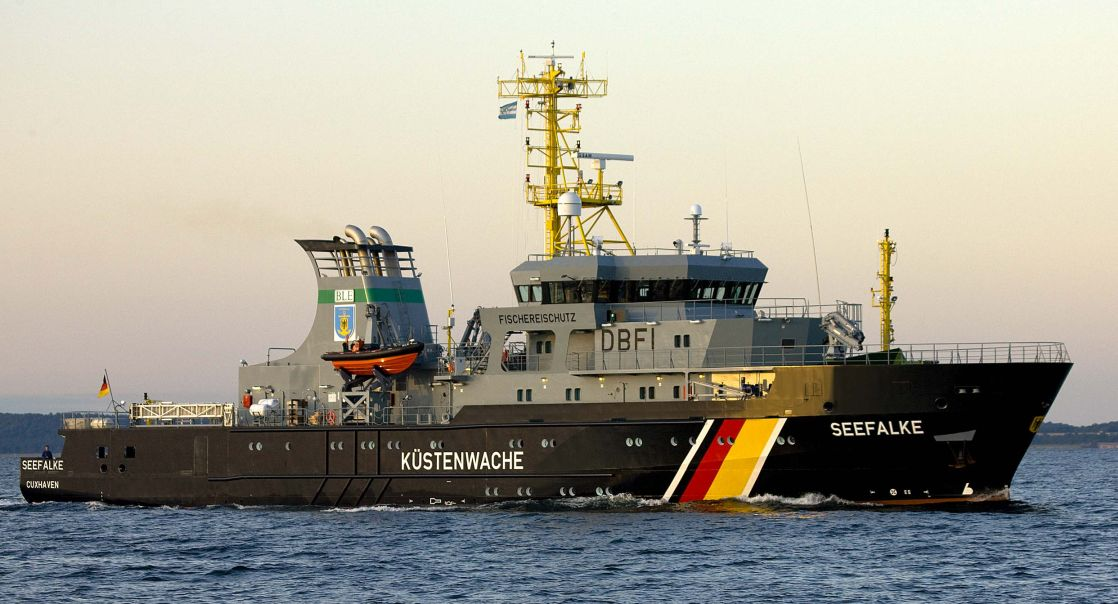
Fischereischutzboot Seefalke 2011
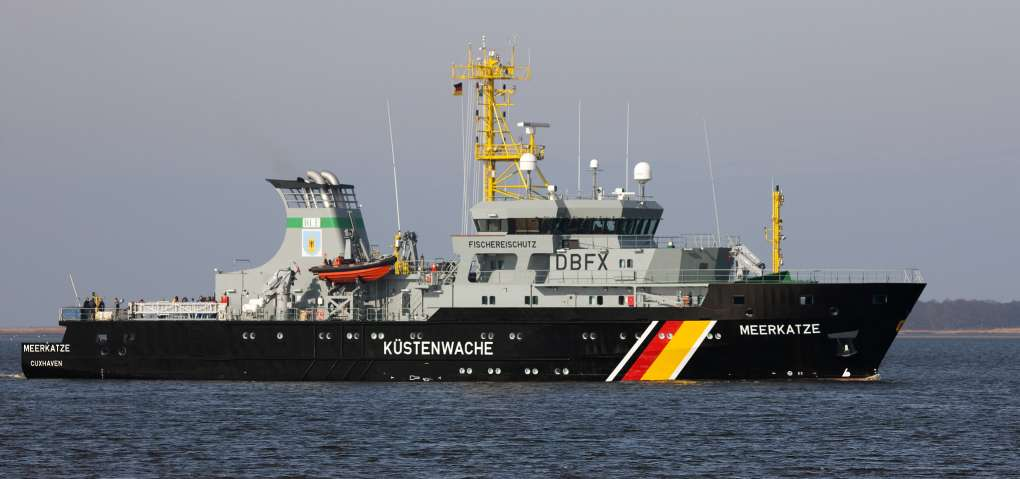
Fischereischutzboot Meerkatze 2011
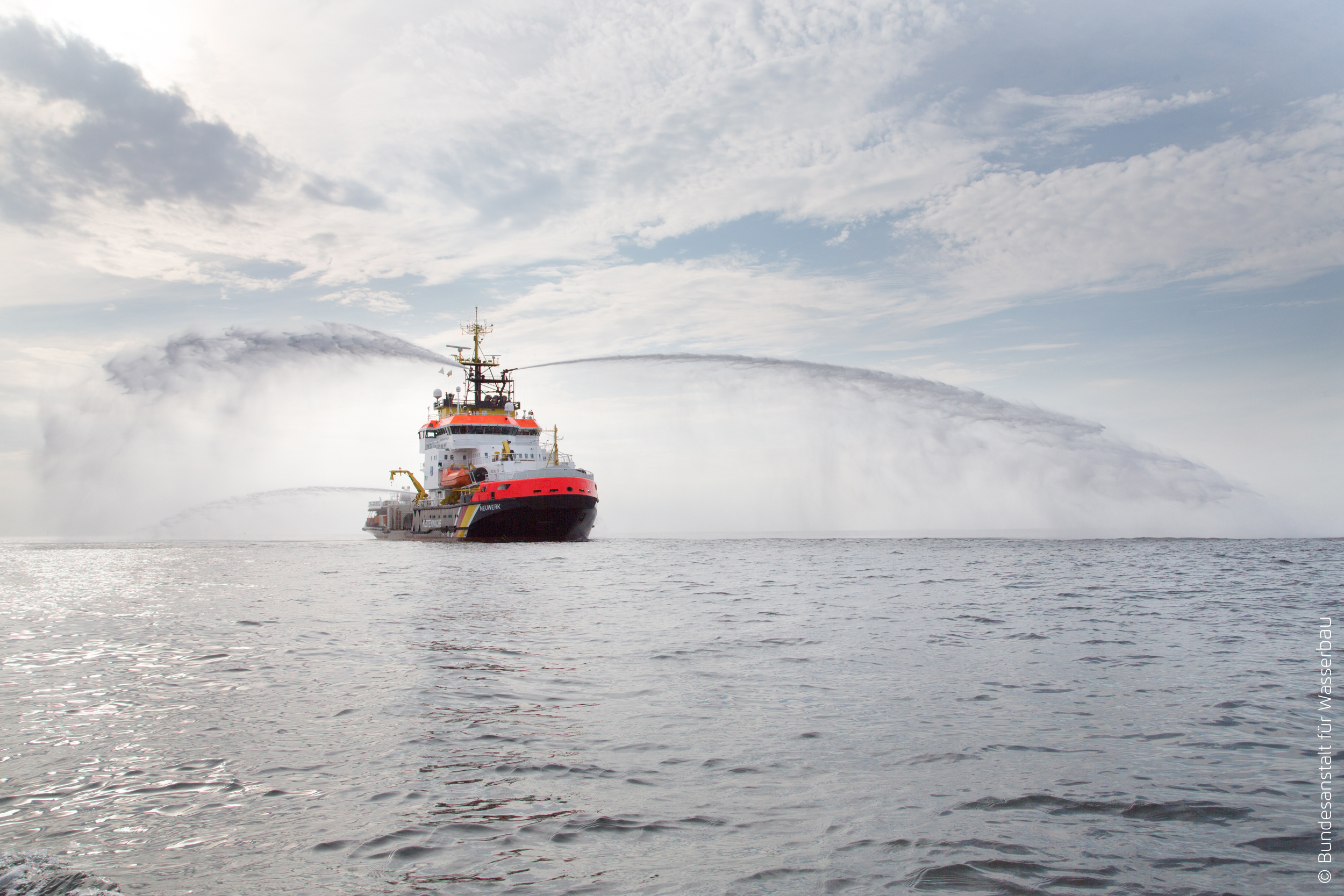
Mehrzweckschiff Neuwerk bei Löschübung 2016
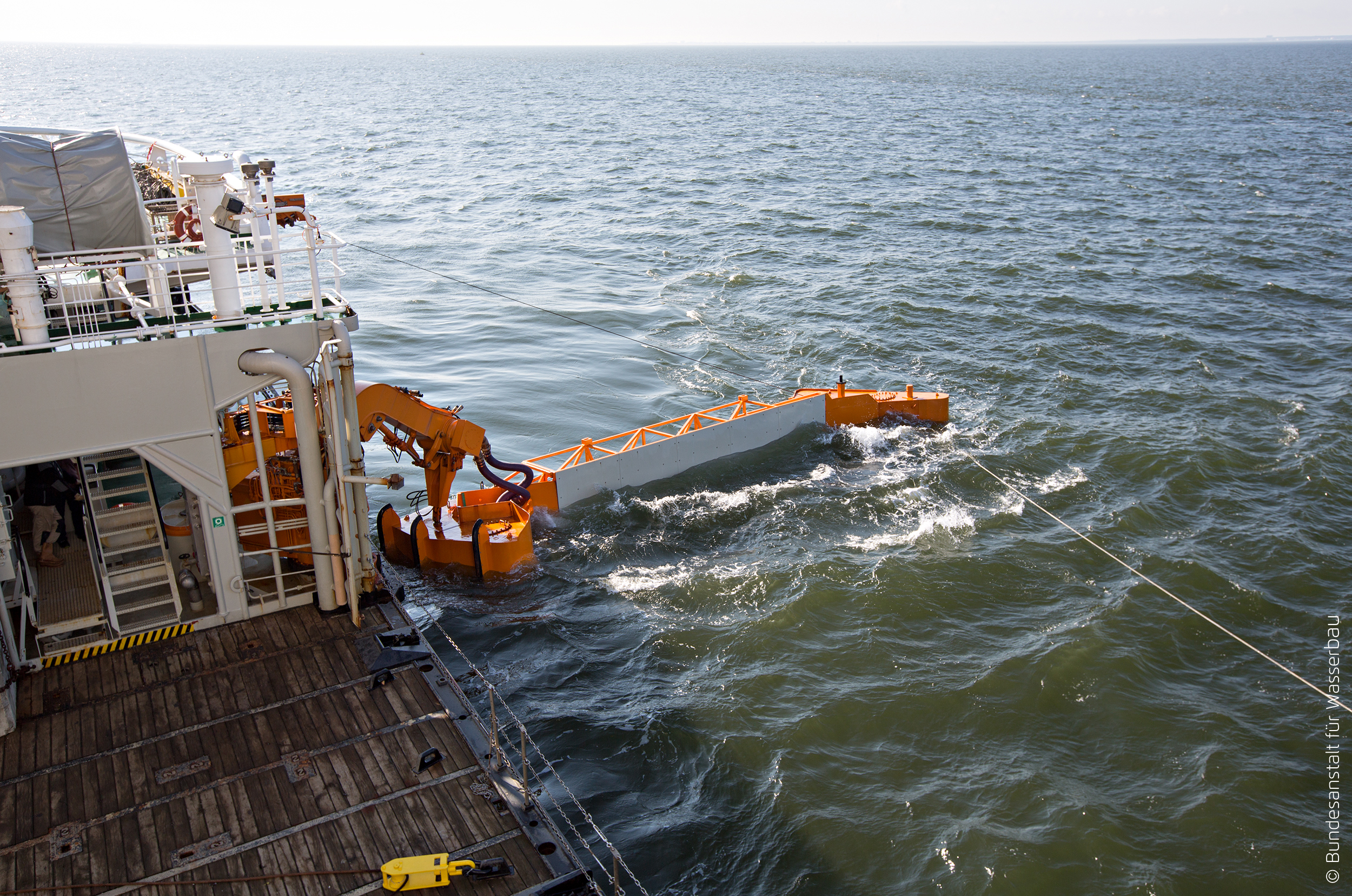
Mehrzweckschiff Neuwerk: Sweepinarme ausgefahren und in Aktion (für Ölaufnahme) 2016
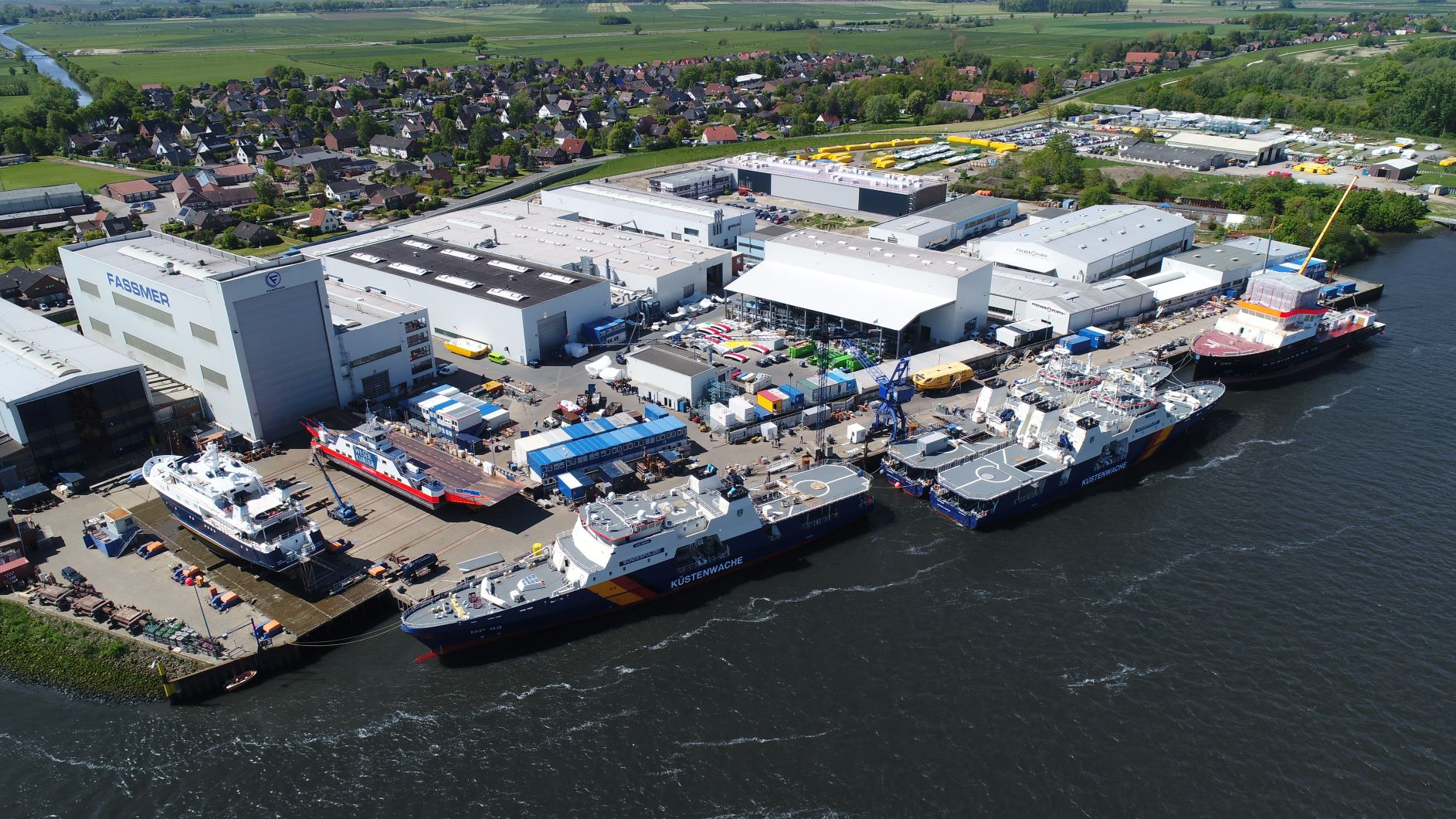
Betriebsgelände der Werft Fassmer mit Schiffen der Bundespolizei Anfang 2019
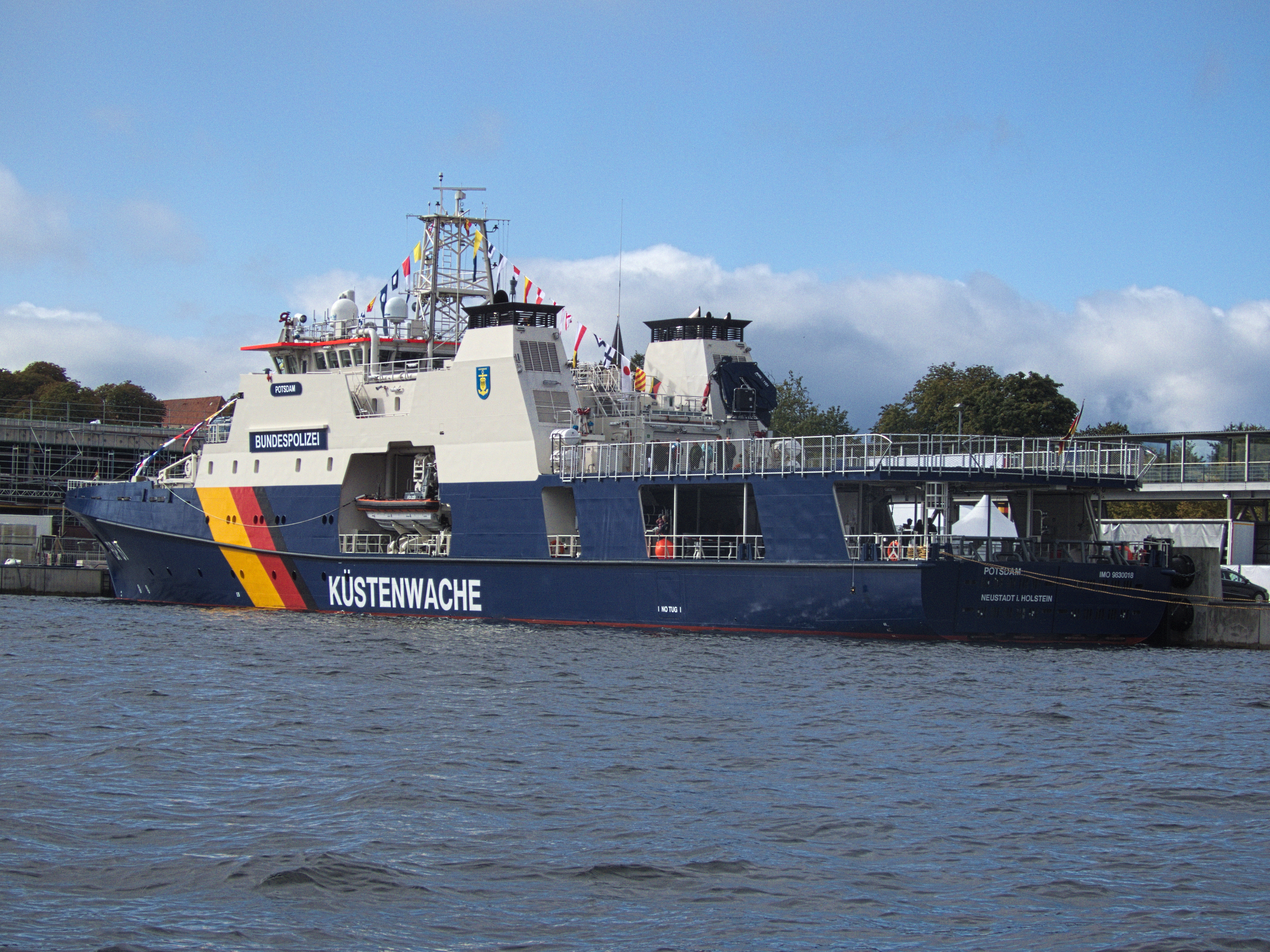
BP 81 Potsdam der Bundespolizei beim Tag der deutschen Einheit in Kiel 2019